# Hemby Bridge
Hemby Bridge – miasto w Stanach Zjednoczonych, w stanie Karolina Północna, w hrabstwie Union.